# Аюли
Аюли́ (каз. Аюлы) — село у складі Бухар-Жирауського району Карагандинської області Казахстану. Входить до складу Белагаського сільського округу.
Населення — 58 осіб (2021; 72 у 2009, 135 у 1999, 219 у 1989).
Національний склад станом на 1989 рік:
- казахи — 100 %.